# Het Nauw van de Brekken
Het Nauw van de Brekken (Fries en officieel: It Nau) is een kanaal in de Friese gemeente Súdwest-Fryslân, tot 2011 in de gemeente Wymbritseradeel.
Het Nauw van de Brekken ligt ten zuiden van Sneek in het natuurgebied Witte en Zwarte Brekken en Oudhof. De vaart verbindt de Witte Brekken met het zuidelijker gelegen Oudhof.
Per 15 maart 2007 is de officiële benaming It Nau, daarvoor Het Nauw van de Brekken.